# Marquesado de la Bastida
El título nobiliario de marqués de la Bastida fue otorgado por el rey Carlos IV de España el 17 de noviembre de 1791 a Antonio Montis y Álvarez, Rollero y Berroa.

## Marqueses de la Bastida
|                        | Titular                                  | Periodo                |
| Creación por Carlos IV | Creación por Carlos IV                   | Creación por Carlos IV |
| ---------------------- | ---------------------------------------- | ---------------------- |
| I                      | Antonio Montis y Álvarez                 | 1791-                  |
| II                     | Guillermo Ignacio Montis y Pont y Vich   | -1829                  |
| III                    | Antonio Montis y Boneo                   | 1829-1881              |
| IV                     | Guillermo Montis y Allendesalazar        | 1881-1924              |
| V                      | María de la Concepción Montis y Moragues | 1924-1989              |
| VI                     | José Puchol Montis                       | 1989-1999              |
| VII                    | José Luis Puchol de Celis                | actual titular         |

El apellido ligado al título fue Montis hasta María de la Concepción Montis y Moragues, quien contrajo matrimonio con José Puchol i Miquel.
En la actualidad ostenta el título su nieto José Luís Puchol de Celis, VII marqués de la Bastida, por cesión de su padre José Puchol Montis.

## Armas
Armas: una cruz de plata puesta sobre un monte de oro, sostenida por dos leones del mismo metal, y a lo superior del escudo, en el costado derecho, una estrella también de oro, en campo azul.